# Cerura dandon
Cerura dandon är en fjärilsart som beskrevs av Druce 1894. Cerura dandon ingår i släktet Cerura och familjen tandspinnare. Inga underarter finns listade i Catalogue of Life.